# Soulcalibur II
Soulcalibur II (ソウルキャリバーII Sōrukyaribā Tsū) је борбена игра из 2002. коју је развио Project Soul, а објавио Намко и трећи део у Soulcalibur серији борбених игара заснованих на оружју. То је наставак Soulcalibur-а, који је објављен у јулу 1998. Првобитно је планирано да буде објављен на Сегиној НАОМИ плочи. Игра је објављена на аркадној табли Namco System 246 пре него што је портована на Плејстејшн 2, GameCube и Xbox 2003. године.
Радња игре се врти око тога да је легендарно оружје Soul Edge разбијено на комаде, са различитим ликовима који желе да сакупе све делове да би стекли комплетно оружје или га уништили једном заувек. У поређењу са Soulcalibur-ом, Soulcalibur II је имао побољшања у графики и систему игре и увео неколико нових и гостујућих ликова. Ово је прва Soulcalibur игра која приказује трилогију из 1590. године нове ере, која се завршава у Soulcalibur IV.
Игра је била критичан и комерцијални успех, са увођењем гостујућих ликова у серију, посебно Линка на GameCube верзији, што је наишло на похвале и критике и публике. Порт високе дефиниције, под називом SoulCalibur II HD Online, објављен је за Плејстејшн 3 и Xbox 360 2013. године.

## Играње
Кључна побољшања система игре укључују лакше системе „корак“ и „избегавање“, зидове арене (уместо да звоне способности са свих страна) и потезе специфичне за зид, систем Soul Charge у три корака, систем сукоба који се користи када се двоје напада међусобно погађају истовремено што резултира белим бљеском, напади Guard Break-а који доводе играча који блокира у стање пост гарда, само померање оквира додељује додатне поготке играчима који могу добро да мере своје командне уносе и ревидирани систем Guard Impact који уклања ударе засноване на висини и уместо тога користи уједињенији систем (високи и средњи напади се супротстављају помоћу одбијања, средњи и ниски напади се супротстављају парирањем).
Soulcalibur II укључује исте начине игре као и већина борбених игара: Аркадни, Борба против другог играча, Тимска Борба (слично Аркадној, али са тимовима до 3 лика и без сетова или завршетака), Тимска Борба против другог играча (са тимовима до 8 ликови), Временски Напад (где играч мора да се трка са сатом да би поставио рекорде), Опстанак и Вежбање. Постоје и "екстра" верзије ових режима, намењене да омогуће употребу екстра оружја и фаза које се могу откључати. Оно што вреди поменути је да се 7. битка у Аркадном режиму зове „Одређена битка“, што је унапред дефинисана битка која се никада не мења. Сваки лик има један према својој причи, а све Одређене битке деле групе од два лика (на пример, Мицуруги→Таки и Таки→Мицуруги) са изузецима ликова који су ексклузивни за кућну конзолу. Као и у Soulcalibur-у, постоји „Музеј“ који садржи уметничка дела ликова и разне видео записе (као што су увод у Аркадном режиму или увод и завршетак Weapon Master Мода) и „Изложбено позориште“ (где се могу видети „кате“). Ту је и „Прегледник профила“ (за читање о причама ликова) и „Борбени театар“ (за гледање битака компјутера против компјутера).
Повратна карактеристика из Soul Edge-а која је била одсутна у првом Soulcalibur-у је укључивање Ектра Оружја. Уместо многих статистика које се користе у Soul Edge-у, ова користи само три статистике: напад, одбрану и посебне способности (као што је одвођење енергије, пролазак кроз одбрану, итд.). Сваки лик има 12 различитих оружја, од стандардног (основног) оружја за 1П и 2П до моћног "Ултимативног Оружја". Такође, сваком лику је додељена Soul Edge верзија свог оружја, као и „Оружје за шалу“ са лошим статистикама и ефектима, и са јединственим и смешним звуцима ударца. Свако оружје има позадину у „Галерији оружја“. Као и раније, неки ликови поседују трећи костим, који се купује у Weapon Master моду. Од 25 одабраних ликова, 13 добија трећи костим: Астарот, Касандра, Иви Валентин, Мицуруги, Најтмер, Рафаел, Сеунг Мина, Софитија, Таки, Талим, Волдо и Сиангхуа. Гост лик у GameCube верзији Линк има четири костима (зелени, црвени, плави и лаванда), а убица, Берсеркер и Гуштер сваки имају по шест различитих костима (три измене у боји за своја два стандардна костима).
Аркадна верзија има јединствени режим под називом "Режим освајања" који омогућава играчу да изабере војску, бори се против непријатеља и стекне бодове искуства, повећавајући ниво изабраног играча. "Weapon Master Мод", направљен на сличан начин као Soul Edge-ов "Edge Master Мод" и Soulcalibur-ов "Mission Мод", преузима основни систем из "Режим освајања" и проширује га. Уводи причу смештену у алтернативни свет, у коме се играч креће по мапи подељеној на „регије“ (назване по звездама) и бори се против непријатеља да би стекао бодове искуства (који подижу „ранг“ лика) и новац (који може се користити за куповину оружја, уметности, костима и видео записа). Режим има 10 нормалних поглавља, четири потпоглавља и два додатна поглавља, као и екстра-мисије (алтернативне верзије нормалних мисија). Играч подржава улогу мачеваоца који тражи Soul Edge, који се суочава са моћним, лудим витезом по имену Верал, који тражи Soul Edge за своје жеље.

## Ликови
У Soulcalibur II су представљена четири нова лика за игру: Касандра (борбени стил изведен из Софитија), Рафаел (јединствен стил борбе), Талим (јединствен стил борбе) и Јунсунг (стил борбе изведен из Хванга).
Нови лик који се може откључати, Чарејд, мења свој стил како би одговарао листи потеза постојећих ликова са сваком појединачном рундом борбе, слично својим претходницима Edge Master и Инферно. Верзије игре за конзоле садрже Некрида, нови лик којег је креирао Тод МекФарлан, и један од три платформска ексклузивна лика: Хеихачи Мишима из Текен-а на Плејтејшн 2, Линка из Легенде о Зелди на Nintendo GameCube-у и Спавна из Серија стрипова истог имена аутора МекФарлана на Xbox-у. Клауд Страјф из Final Fantasy VII првобитно је требало да попуни Хеихачијево место на Плејстејшн 2 верзији, али је уговор о лиценцирању пропао у последњем тренутку.  ХД верзија укључује и Хеихачија и Спавна. 
Потпуно се враћају као ликови који се могу играти су Астарот, Сервантес (може се откључати), Иви, Килик, Маки, Мицуруги, Најтмер, Таки, Волдо, Сиангхуа и Јошимицу (који се може откључати), као и Сеунг Мина (који се може откључати) и Софитија (који се може откључати) који су ексклузивни на верзије конзоле. Инферно је главни шеф игре, али више није лик за игру. Трећи костим Најтмера је Зигфрид (иако га још увек зову Најтмер), док Асасин и Берсеркер играју изузетно слично Хвангу и Року, који се не враћају из претходне игре. Иако се оригинални Лизардмен из Soulcalibur-а не враћа, игра садржи генеричког Лизардмена са истом листом потеза. Пошто се Асасин, Берсеркер и Лизардмен сматрају бонус ликовима, они немају никакво додатно оружје. У верзијама за Северну Америку и ПАЛ конзолу, могу се изабрати само у Борби против другог играча, Тимској борби, Тимској борби против другог играча, Бежбању, заједно са „Ектрса“ верзијама ових режима, као и у Борбеном театру. У верзијама јапанске конзоле, играч не може да их изабере ни у једном режиму. Они се, међутим, могу играти током одређених делова Weapon Master Мода у свим верзијама игре.

## Прича
Радња игре смештена је у 1590. годину нове ере, четири године након догађаја у Soulcalibur-у. Талас покоља који је терорисао Европу изненада се завршио. Витез у азурном оклопу Најтмер и његови следбеници успели су да сакупе довољно душа и спремали су се да започну церемонију рестаурације на рушевинама некада поносног замка Острхајнсбург. Али баш када је церемонија требало да почне, три млада ратника су напала замак. За кратко време, култ је поражен, а Најтмер је стао испред младих ратника док је држао Soul Edge. После интензивне битке, Најтмер је пао, али тада је зла душа унутар Soul Edge-а послала младе ратнике у вртлог паклене ватре и стала да им се супротстави. Као резултат зле ауре Soul Edge-а, Крита-Југа је открила свој прави облик: облик Светог мача, Soul Calibur. Интензивна битка се завршила победом светог мача, али када се вртлог Инферна срушио, оба мача су заједно са Најтмером увучена у празнину и протерана на друго место. Зигфрид Штауфен, који је до тренутка био пре Азурног витеза, повратио је сопствени ум. Препознавши своје грехе, кренуо је на пут помирења. Ипак, оштрица је држала јаку везу и сваке ноћи је преузимала контролу над његовим телом и апсорбовала душе оних у близини. Напори младог витеза били су безуспешни, а четири године касније Азурни витез се вратио. Отприлике у то време, разни ратници су дошли у контакт са преосталим фрагментима оштрице, откривајући крајњи опстанак Soul Edge-а. Након његовог пораза, фрагменти су почели да изазивају хаос и зло је почело расти у свету. Вођен потребом да или поседује или уништи зли мач, сваки ратник креће на ново путовање, док Најтмер изнова почиње своје дивљање, тражећи душе да стекну моћ да поново врате Soul Edge...

## Издање
Саундтрек за игру је објављен као Soulcalibur II Original Soundtrack. Објављена је и уметничка књига. 

### Soulcalibur II HD Online
Верзија игре високе дефиниције, под називом Soulcalibur II HD Online, објављена је дигитално за Плејстејшн 3 преко Плејстејшн Мреже и Xbox 360 преко Xbox Live-а у Северној Америци и Европи 19. и 20. новембра 2013., односно у Јапану, фебруара 20. 2014.    Укључује све режиме игре из оригиналних издања, као и подршку за играње само на мрежи преко Плејстејшн Мреже и Xbox Live-а. Из непознатих разлога, енглеској верзији ХД поновног издања недостаје опција двоструког језика доступна у оригиналној игри и садржи само енглеску гласовну глуму. Обе верзије игре такође укључују два гостујућа лика, Хеихачија Мишима и Спавна, који су раније били ексклузивни за одређене платформе (Плејстејшн 2 и Xbox).  Поред тога, у Јапану, поседовање података о игри омогућава да две виртуелне ставке и костим буду бесплатно доступни у Soulcalibur: Lost Swords. 

## Пријем
Оригинална верзија SoulCalibur II добила је признање критике, доневши јој просечне оцене од 91,3% за Плејстејшн 2,  92,3% за GameCube, и 91,6% за Xbox. Грег Касавин из GameSpot-а је похвалио игру „То је свакако једна од најпрефињенијих, најприступачнијих и најефикаснијих 3Д борбених игара до сада, и заиста је најбоља игра у својој класи за Xbox и GameCube.“  ИГН писац Кајзер Хванг дао је позитивну рецензију игри, али је прокоментарисао њену сличност са првом игром „И тако, иако еволуција није увек обавезна, понекад померање граница може довести до већих и бољих ствари. У случају Soul Calibur II, задовољство ће бити сасвим у реду.“ 
На првој додели Spike Video Game Awards 2003. године, SoulCalibur II је победио у категорији Најзаразнија игра.  Комплекс ју је 2011. сврстао на 14. место најбоље борбене игре свих времена. 

До јула 2006. GameCube верзија Soulcalibur II продата је у 850.000 примерака и зарадила 32 милиона долара у Сједињеним Државама. Next Generation је рангирала као 69. најпродаванија игра лансирана за Плејстејшн 2, Xbox или GameCube између јануара 2000. и јула 2006. у тој земљи. Комбинована продаја Soulcaliburигара објављених 2000-их достигла је 2,6 милиона јединица у Сједињеним Државама до јула 2006.  Од 2007. године, GameCube верзија је продата у око милион примерака у САД и 100.000 у Јапану, што је чини једном од најпродаванијих GameCube игара независних произвођача.  Верзија за Плејстејшн 2 добила је „Златну“ награду за продају од Удружења издавача софтвера за забаву и слободно време (ЕЛСПА),  што указује на продају од најмање 200.000 примерака у Уједињеном Краљевству. 